# Mairia
Mairia es un género de plantas con flores perteneciente a la familia  Asteraceae. Comprende 18 especies descritas y solo 3 aceptadas.

## Taxonomía
El género fue descrito por Christian Gottfried Daniel Nees von Esenbeck y publicado en Genera et Species Asterearum 247. 1932. La especie tipo es: Mairia crenata (Thunb.) Nees	

## Especies seleccionadas
A continuación se brinda un listado de las especies del género Mairia aceptadas hasta junio de 2011, ordenadas alfabéticamente. Para cada una se indica el nombre binomial seguido del autor, abreviado según las convenciones y usos.
- Mairia coriacea Bolus
- Mairia crenata (Thunb.) Nees
- Mairia hirsuta DC.